# 田中餌蝋
田中 餌蝋（たなか じろう）は日本のレポーター、超常現象研究家。
オカルトバラエティ作品制作が多い田川幹太の作品に多数出演している。2010年夏、再び、田川幹太とコンビを組み、自主制作のフィールドで活動中。人体実験探偵団団長、都市伝説研究家と自称する時もある。トレードマークはサングラスと帽子。彼は、視聴者から逐次、不可思議な目で見られるが、出演者たちの中でこの人物がいなかったら周りが締まらない雰囲気になる可能性が高い。それ故にオープニングの冒頭とエンディングの後述部分に彼が出演する一幕は重要である。
ちなみに、たびたび田川と喧嘩する。（演出）

## 出演作品
- 『TV放送禁止シリーズ　真夜中のきもだめし～何かが起きても知らないよん～』（1999年、トランスフォーマー）
- 『TV放送禁止シリーズ　心霊黙示録～悪魔の棲むビデオ～』（1999年、トランスフォーマー）
- 『TV放送禁止シリーズ　きもだめし2000』（2000年、トランスフォーマー）
- 『杉沢村伝説　完全無削除　絶対恐怖版』（2000年　マクザム）
- 『眞鍋かをりのドキドキきもだめし』（2001年　トランスフォーマー）
- 『TV放送禁止シリーズ 金造スペシャル』（2001年　トランスフォーマー）
- 『TV放送禁止シリーズ 恐怖の枝豆』（2001年　トランスフォーマー）
- 『恐怖の人体実験 呪いのわら人形』（2002年　トランスフォーマー）
- 『恐怖の人体実験2 悪魔のレポート』（2002年　トランスフォーマー）
- 『俺は絶対に捕まらない!』（2003年　アタッカーズ）
- 『悪霊祓』（2004年　クリエイティブアクザ）
- 『女呪霊』（2004年　クリエイティブアクザ）
- 『本当にあった(禁)現場シリーズ　狂団』（2004年　シャイ企画）
- 『本当にあった(禁)現場シリーズ　狂団2』（2005年　シャイ企画）
- 『実録!!色情霊』（2005年　シャイ企画）
- 『幽霊インタビュー 完全版』(2005年　インターフィルム)
- 『見るとあなたも呪われる?! 生人形』（2013年　JVD）
- 『パチンコのぞっとする都市伝説』（2013年　JVD）
- 『撮影成功!見ると幸せになるDVD?! 座敷童子』(出演・監修)（2013年　JVD）